# Kvetoslavov
Kvetoslavov es un municipio del distrito de Dunajská Streda en la región de Trnava, Eslovaquia, con una población estimada a final del año 2024 de 2110 habitantes.
Se encuentra ubicado al sur de la región, cerca de los ríos Danubio y Váh, y de la frontera con Hungría y la región de Bratislava.

## Demografía
| Año        | 1994 | 2004     | 2014     | 2024     |
| ---------- | ---- | -------- | -------- | -------- |
| Población  | 748  | 858      | 1104     | 2110     |
| Diferencia |      | +14,70 % | +28,67 % | +91,12 % |

| Año        | 2023 | 2024    |
| ---------- | ---- | ------- |
| Población  | 2001 | 2110    |
| Diferencia |      | +5,44 % |